# Cyornis nicobaricus
Espèce
Statut de conservation UICN

 NT  : Quasi menacé
Cyornis nicobaricus est une espèce d'oiseaux de la famille des gobemouches de l'Ancien Monde, les Muscicapidae. Elle est endémique des îles Nicobar, où ses habitats naturels sont les forêts de plaine subtropicales ou tropicales humides et les forêts de mangrove subtropicales ou tropicales. Elle était à une époque considérée comme une sous-espèce du Gobemouche à poitrine brune (en) (Cyornis brunneatus).
Cette espèce était auparavant placée dans le genre Rhinomyias, mais elle a été déplacée vers Cyornis sur la base des résultats d'une étude de phylogénétique moléculaire de 2010,.